# Mixocera viridans
Mixocera viridans là một loài bướm đêm trong họ Geometridae.